# Egon Hilbert
Egon Hilbert (Viena, 19 de Maio de 1899 - 18 de Janeiro de 1968) foi um diretor teatral e operístico austríaco. 

## Biografia
Hilbert nasceu em Viena, na Áustria, onde ele estudou direito e filosofia na Universidade de Viena. Em 1938 ele foi aprisionado pelos Nazistas no campo de concentração Dachau. Em 1945, ele foi o diretor provisório do Salzburger Landestheaters e trabalhou como reorganizador do Festival de Salzburgo. De 1946 até 1953, ele foi o chefe do Instituto de Cultura Austríaca. De 1959 ele foi o diretor-geral do Festival de Viena e de 1963 até sua morte ele foi o diretor da Ópera Estatal de Viena. 

## Honras
- Oficial da Academia Francesa[carece de fontes?]
- Medalha de Ouro de Viena[carece de fontes?]